# Mauro dos Santos
Mauro Javier dos Santos (* 7. Juli 1989 in Santo Tomé) ist ein argentinischer Fußballspieler.

## Karriere
Dos Santos begann seine Karriere beim CA Banfield. Sein Profidebüt gab er am 19. Spieltag der Torneo Final 2008/09 gegen den CA River Plate. 2012 wechselte er nach Spanien zum Zweitligisten Real Murcia. Nach dem Zwangsabstieg in die dritte Liga 2014 wechselte er zum Erstligisten UD Almería. Sein Erstligadebüt gab er am 1. Spieltag 2014/15 gegen Espanyol Barcelona. Nach dem Abstieg in die zweite Liga 2015 wechselte er zum Erstligisten SD Eibar. Für den Erstligisten absolvierte er 42 Spiele in der ersten Liga, der Primera División. Im Juli 2017 wechselte er zum Ligakonkurrenten CD Leganés nach Leganés. Für Leganés stand er 14-mal auf dem Spielfeld. Anfang 2019 wechselte er ablösefrei zum CD Teneriffa. Der Verein aus Teneriffa spielte in der zweiten Liga, der Segunda División. Anfang 2020 ging er nach Japan. Hier spielte er auf Leihbasis bei Albirex Niigata. Der Verein aus Niigata spielte in der zweiten Liga, der J2 League.